# Ischnoptera nigra
Ischnoptera nigra är en kackerlacksart som beskrevs av Rocha e Silva och Fraga 1976. Ischnoptera nigra ingår i släktet Ischnoptera och familjen småkackerlackor. Inga underarter finns listade i Catalogue of Life.